# Pfaffendorf (Leipzig)

Der Eingang zum Pfaffendorfer Hof an der Pfaffendorfer Straße (um 1880).

Das Vorwerk Pfaffendorf war ein Gutsbezirk mit einem kleinen Landgut zwischen Leipzig und dessen ehemaligem Vorort Gohlis nördlich der Einmündung der Parthe in den damaligen Lauf der Pleiße. Das Vorwerk lag nordwestlich der Halleschen Vorstadt und war von dieser nur durch den Flusslauf der Parthe getrennt.

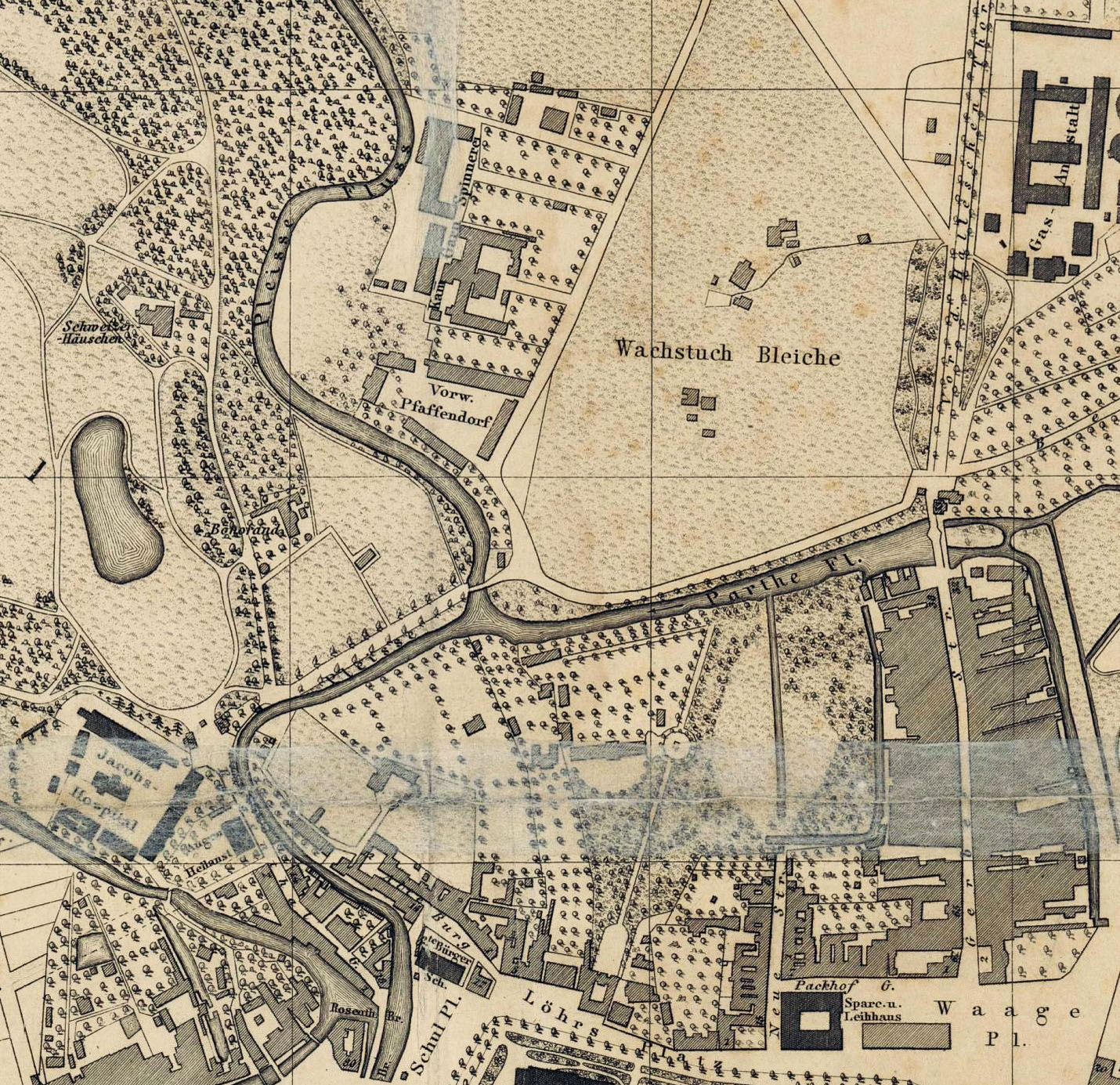
Das Vorwerk Pfaffendorf und die Gebäude der Kammgarnspinnerei zu Leipzig auf einem Plan von 1864.

Der Fettviehhof um 1880. Hinter dem Gebäude am oberen Bildrand verläuft die Pfaffendorfer Straße, das Gebäude unten ist die Gaststätte Zum Pfaffendorfer Hof.

Über das seit dem Mittelalter bestehende Vorwerk Pfaffendorf übte ab 1552 der Rat zu Leipzig die Grundherrschaft aus. Das zugehörige Dorf existierte bereits 1333 nicht mehr. Pfaffendorf gehörte zum kursächsischen bzw. königlich-sächsischen Kreisamt Leipzig.
Während der Völkerschlacht bei Leipzig wurde 1813 in dem großen dreiflügeligen Hochbau, der nördlich direkt neben dem eigentlichen Vorwerk Pfaffendorf stand, ein Militärlazarett eingerichtet. Die Leitung des Lazaretts übertrugen die französischen Behörden dem Arzt Carl Gustav Carus. Bei den Kämpfen geriet das Vorwerk in Brand. Nach dem Wiederaufbau wurde das Lazarettgebäude am 23. Dezember 1818 an den Kaufmann Köhler und weiter am 25. Januar 1821 an die Firma Reichenbach & Co. vermietet. Am 2. April 1823 mietete Ferdinand Hartmann das Gebäude neben der Pleiße. Das aus dem Jahr 1780 stammende Lazarettgebäude wurde 1907 abgerissen. Am 27. November 1829 kaufte Hartmanns Schwiegervater das Gelände im Namen seiner beiden Söhne für 12.500 Taler vom Rat der Stadt. Hartmann baute die Gebäude zur Kammgarnspinnerei zu Leipzig aus.
Zum Vorwerk gehörte das Ratsgut Pfaffendorfer Hof, das sich seit 1213 im Besitz des Thomasklosters befand und 1862 mit seiner Gemarkung nach Leipzig eingeflurt wurde. Etwa zwischen 1860 und 1870 dienten die Gebäude den Leipziger Fleischern zum Unterstellen des Viehs vor dessen Schlachtung. Deshalb bürgerte sich der Name Fettviehhof ein. Im Jahr 1873 übernahm der Gastwirt Ernst Pinkert die Gaststätte Zum Pfaffendorfer Hof. Er eröffnete auf der dahinter liegenden Wiese am 9. Juni 1878 seinen Pfaffendorfer Tierpark, aus dem der Zoologische Garten zu Leipzig entstand. Der alte Pfaffendorfer Hof wurde 1898 abgerissen, an seiner Stelle eröffnete am 29. September 1900 das Gesellschaftshaus des Zoos, die heutige Kongreßhalle.
1866 wurde die am Pfaffendorfer Hof vorbeiführende Straße in Pfaffendorfer Straße benannt. Von 1951 bis 1991 hieß die Pfaffendorfer Straße Dr.-Kurt-Fischer-Straße.